# Therés Stephansdotter Björk
Therés Stephansdotter Björk, född 22 juli 1981, är en svensk rockskribent, författare och fotograf.

## Biografi

### Uppväxt och utbildning
Therés Stephansdotter Björk är uppvuxen i Roslagen och efter att ha bott i Stockholm, Rio de Janeiro och Eskilstuna bor hon nu i Göteborg. Hon är ofta på resande fot i Sverige, Norge och Europa.
Stephansdotter Björk har gått flera utbildningar inom bland annat teater, journalistik och kreativt skrivande. Hon har arbetat med barn och tyckte länge det var något som fattades inom området barnböcker som alltför ofta handlade om hästar och fotboll. Musik, inte minst rock och hårdrock, hade länge varit en passion och tog sig uttryck i skrivandet av hårdrocksbarnböcker och låttexter men framför allt inom live- och promofotografering.

### Yrkesroller
Första boken för barn om hårdrockaren Jack och bästisen Alice, Jacks rockiga resa, kom 2011 och har följts upp med ytterligare två i serien.
Merparten av tiden arbetar Therés Stephansdotter Björk som fotograf, främst under livekonserter. Hon har fotograferat hundratals liveband, däribland Metallica, Pearl Jam, Twisted Sister, Deep Purple, Scorpions, Alice Cooper, Hammerfall, Ghost med flera. Uppdragsgivare är bland andra skivbolag som Warner Music och Roadrunner Records. Hon har även haft utställningar med sina fotografier, bland annat på ”Gothenburg Sounds” där mycket av fokuset låg på de omtalade bilderna från ett regnigt Getaway Rock Festival 2013.
Hon är även chefredaktör för Rocksverige.se och producerar intervjuer och minidokumentärer med rock- och metalband.
Förutom författandet och fotograferandet arbetar hon som frilansande journalist och marknadsassistent.